# Радикальный феминизм
Радика́льный фемини́зм (сокращённо радфем) — течение феминизма, которое призывает к радикальному изменению общества и устранению мужского превосходства в социальной и экономической сферах.
Радикальные феминистки считают общественное устройство патриархальным, где мужчины доминируют и угнетают женщин. Радикальные феминистки стремятся ликвидировать патриархальный уклад, чтобы «освободить всех от несправедливого общества, бросив вызов существующим общественным нормам и институтам. Это включает противостояние сексуальной объективации женщин, повышение осведомлённости в обществе о таких явлениях как изнасилование и насилие над женщинами и отказ от гендерных ролей.
В 1970 году Шуламит Файрстоун писала в «Диалектике пола: случай феминистской революции» (The Dialectic of Sex): 

«Конечной целью феминистской революции должно быть не только, как это было у первого феминистского движения, ликвидация мужских привилегий, но и ликвидация разделения на основании пола в принципе: различия гениталий у людей больше не будут иметь культурного значения»Оригинальный текст (англ.)“The end goal of feminist revolution must be, unlike that of the first feminist movement, not just the elimination of male privilege but of the sex distinction itself: genital differences between human beings would no longer matter culturally.”

Ранний радикальный феминизм, возникший в рамках второй волны феминизма 1960-х годов, обычно рассматривает патриархат как «трансисторический феномен» (transhistorical phenomenon), являющийся самой критичной формой угнетения, «не только старейшей и наиболее универсальной формой господства, но основной её формой». Позднее политические идеологии, развившиеся из радикального феминизма, варьировались от культурного феминизма до более синкритических взглядов, которые рассматривали экономические и классовые проблемы в одном ряду с патриархатом.
Радикальные феминистки находят причину угнетения женщин в патриархальных гендерных отношениях, а не в правовых системах (как либеральные феминистки) или классовых конфликтах (как в анархистском, социалистическом и марксистском феминизме).

## Теория
Радикальные феминистки утверждают, что общество — это патриархат, в котором класс мужчин является угнетателем класса женщин. Они предполагают, что угнетение женщин является наиболее фундаментальной формой угнетения, существовавшей с момента зарождения человечества.
Как писала радикальная феминистка Ти-Грейс Аткинсон в своей фундаментальной работе «Радикальный феминизм» (1969):

Первое дихотомическое разделение масс [человечества], как утверждается, было осуществлено на основании пола: самцы и самки … Так случилось, потому что половина человеческого рода тащит ношу репродуктивного процесса и потому мужчина, ‘рациональное’ животное, сообразил как воспользоваться этим, чтобы те, кто вынашивали детей, были загнаны в политический класс: биологически обусловленная ноша превратилась в политическое (или необходимое) наказание, таким образом, изменяя определение этих индивидуумов из людей в функции или животныхОригинальный текст (англ.)“The first dichotomous division of this mass [mankind] is said to have been on the grounds of sex: male and female … it was because half the human race bears the burden of the reproductive process and because man, the ‘rational’ animal, had the wit to take advantage of that, that the childbearers, or the ‘beasts of burden,’ were corralled into a political class: equivocating the biologically contingent burden into a political (or necessary) penalty, thereby modifying these individuals’ definition from the human to the functional, or animal.”

Также радикальные феминистки утверждают, что из-за патриархата женщины стали рассматриваться как «другие» по отношению к мужской норме, и поэтому их систематически угнетали и маргинализовали, а мужчины как класс извлекают выгоду из притеснения женщин. Представительницы радикального феминизма считают, что все мужчины заинтересованы в угнетении женщин и активно участвуют в воспроизводстве патриархального механизма подавления и контроля. Они утверждают, что главным элементом патриархата является отношения доминирования, где одна сторона доминирующая и использует вторую для выгоды первой. Радикальные феминистки считают, что мужчины (как класс) используют общественные системы и другие методы контроля, чтобы держать женщин и недоминирующих мужчин подавленными. Радикальные феминистки стремятся ликвидировать патриархальный уклад, бросив вызов существующим общественным нормам и институциям, и считают, что ликвидация патриархата освободит всех от несправедливого общества. Ти-Грейс Аткинсон настаивала, что стремление к власти побуждает класс мужчин продолжать угнетать класс женщин, аргументируя, что «нужда мужчин выступать в роли угнетателя является источником и основой для любого угнетения человека».
Влияние политической активности радикальных феминисток на женское освободительное движение в 1960—1980-х было значительным. Основательница радикально-феминистской группы «Красные чулки», Эллен Уиллис, писала в 1984 году, что радикальные феминистки «сделали вопросы сексуальности публичными темами», разработали лексику второй волны феминизма, помогли легализовать аборты в США, «были первыми, потребовавшими равенства в так называемой частной сфере» («ведение домашнего хозяйства, дети, эмоциональная и сексуальная сферы»), а также «создавшими безотлагательную атмосферу», которая почти привела к принятию американской поправки о равных правах.
Влияние радикальных феминисток в США демонстрирует то, что эти вопросы стали рассматриваться «Национальной организацией женщин», феминистской группой, которая ранее почти полностью рассматривала только экономические вопросы.

## Взгляды на секс-индустрию
Работы радикальных феминисток охватывают широкий спектр вопросов касательно секс-индустрии — которую они подвергают критике — включая: травмы женщин в процессе изготовления порнографии, социальный вред от потребления порнографии, принуждение и бедность, которые вынуждают женщин становиться проститутками, долгосрочные последствия проституции, расовая и классовая природа проституции, мужское превосходство над женщинами в проституции и порнографии.

### Проституция
Радикальные феминистки считают, что большинство попавших в проституцию женщин были принуждены сутенёрами, торговцами людьми, бедностью, наркозависимостью или травмами (например, травма от  растления малолетних). Женщины из низших социально-экономических классов: нищие женщины, женщины с низким уровнем образования, женщины из самых притесняемых расовых и этнических меньшинств количественно преобладают в проституции по всему миру. Кэтрин Маккиннон писала: «Если проституция — это свободный выбор, тогда почему именно женщины с наименьшей возможностью выбора, зачастую занимаются ею?».
Большинство проституток, опрошенных в рамках исследования, которое включало 475 человек, задействованных в проституции, сообщили, что они переживают трудный период своей жизни и большинство хотели бы прекратить это занятие.
Маккиннон утверждает, что «в проституции женщины занимаются сексом с мужчинами, с которыми они никогда не вступили бы в половые отношения в ином случае. Таким образом, деньги действуют как форма силы, а не как мера согласия. Они действуют так же, как физическая сила при изнасиловании». По мнению радикальных феминисток, нельзя сказать, что какой-либо человек действительно соглашается на собственное угнетение, и никто не должен иметь право соглашаться на угнетение других. По словам Кэтлин Бэрри, согласие не является «волшебной палочкой, которая нивелирует существование угнетения, а насилие по согласию — это всё равно насилие». Андреа Дворкин писала в 1992 году:

«Проституция сама по себе является насилием над женским телом. Тех из нас, кто это говорит, обвиняют в простодушии. Но проституция очень проста. … В проституции ни одна женщина не остаётся целостной. Невозможно использовать человеческое тело так же, как женские тела в проституции, и иметь целостное человеческое существо по итогу процесса, или в середине, или ближе к его началу. Это невозможно. И ни одна женщина не восстановит целостность позже, после.»Оригинальный текст (англ.)“Prostitution in and of itself is an abuse of a woman's body. Those of us who say this are accused of being simple-minded. But prostitution is very simple. ... In prostitution, no woman stays whole. It is impossible to use a human body in the way women's bodies are used in prostitution and to have a whole human being at the end of it, or in the middle of it, or close to the beginning of it. It's impossible. And no woman gets whole again later, after.”

Она утверждала, что «проституция и равенство для женщин не могут существовать одновременно», и для искоренения проституции «мы должны искать способы использования слов и закона, чтобы положить конец оскорбительной продаже и покупке тел девочек и женщин для сексуального удовольствия мужчин».
По мнению радикальных феминисток, проституция — краеугольный камень патриархального господства и сексуального подчинения женщин, что отрицательно сказывается не только на женщинах и девушках, занимающихся проституцией, но и на всех женщинах в целом, поскольку проституция постоянно подтверждает и усиливает патриархальные определения женщин как имеющих основную функцию сексуального служения мужчинам. Радикальные феминистки считают, что крайне важно, чтобы общество не заменяло один патриархальный взгляд на женскую сексуальность — например, что женщины не должны заниматься сексом вне брака или отношений и что случайный секс постыден для женщины и т. п. — другим столь же репрессивным и патриархальным взглядом — принятием проституции, сексуальной практики, основанной на глубоко патриархальном конструкте сексуальности: что сексуальное удовольствие женщины не имеет значения, а её единственная роль во время секса — подчиняться сексуальным требованиям мужчины и делать то, что он ей говорит, что секс должен контролироваться мужчиной, и что реакция и удовлетворение женщины не имеют значения. Радикальные феминистки утверждают, что сексуального освобождения для женщин невозможно добиться, пока мы нормализуем неравные сексуальные практики, когда мужчина доминирует над женщиной. «Повышение феминистского сознания остаётся основой для коллективной борьбы и последующего освобождения женщин».
Радикальные феминистки категорически возражают против патриархальной идеологии, которая выступает одним из оправданий существования проституции, а именно, что проституция является «неизбежным злом», потому что мужчины не могут контролировать себя; поэтому «необходимо», чтобы небольшое число женщин было «принесено в жертву» для использования и жестокого обращения со стороны мужчин, чтобы защитить «целомудренных» женщины от изнасилований и домогательств. Эти феминистки рассматривают проституцию как форму рабства и говорят, что проституция не только не снижает количество изнасилований, но и ведет к резкому увеличению сексуального насилия в отношении женщин, посылая сигнал о том, что для мужчины приемлемо обращаться с женщиной как с сексуальным инструментом, над которым он имеет полный контроль. Мелисса Фарли утверждает, что высокий уровень изнасилований в Неваде связан с легальной проституцией. Невада — единственный штат США, в котором разрешены легальные публичные дома, и он занимает 4-е место из 50 штатов США по преступлениям из-за сексуального насилия.
Женщины из числа коренного населения особенно подвержены проституции. В Канаде, Новой Зеландии, Мексике и Тайване исследования показали, что женщины из числа коренного населения находятся в нижней части расовой и классовой иерархии проституции, часто подвергаются наихудшим условиям, самым жестоким требованиям и продаются по самой низкой цене. Женщины из числа коренного населения обычно количественно преобладают в проституции в сравнении с их общей численностью населения. Это результат объединённых факторов колониализма, физического вытеснения с исконных земель, разрушения местного социального и культурного порядка, женоненавистничества, глобализации и неолиберализма, расовой дискриминации и чрезвычайно высокого уровня насилия, совершенного против них.

### Порнография

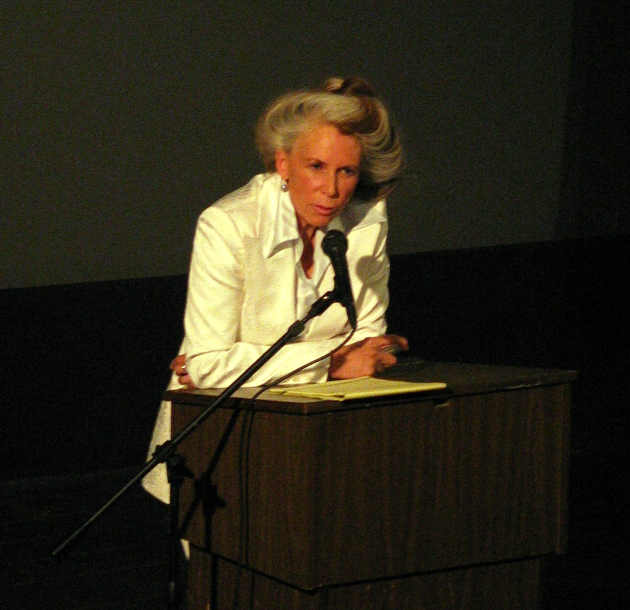
Кэтрин Маккиннон

Радикальные феминистки, особенно Кэтрин Маккиннон, заявляют, что производство порнографии влечет за собой физическое, психологическое и/или экономическое принуждение женщин, которые задействованы в ней. Говорят, что это верно даже тогда, когда изображено, что женщина сама получает удовольствие. Также утверждается, что многое из того, что показано в порнографии оскорбительно по самой своей природе. Гейл Дайнс считает что порнография, в частности гонзо-порнография, становится всё более жестокой и что с женщинами, которые снимаются в порнографии, жестоко обращаются в процессе её производства.
Радикальные феминистки указывают на показания широко известных порноактрис, таких как Трейси Лордз и Линда Лавлейс, и утверждают, что большинство женщин, задействованных в порнографии, было принуждено к участию в съёмках либо другими людьми, либо неблагоприятными обстоятельствами. Поводом для активизации антипорнографического движения послужил выход книги «Испытание», в которой Линда Борман (которая снялась в «Глубокой глотке» под псевдонимом «Линда Лавлейс») заявила, что её муж Чак Трейнор избивал, насиловал и проституировал её, а также, угрожая пистолетом, принудил участвовать в съёмках «Глубокой глотки», и, применяя к ней физическое и психологическое насилие и прямые угрозы насилия, заставил сняться в других порнографических фильмах. Дворкин, Маккиннон и группа радикальных феминистских активисток «Женщины против порнографии» выступили с публичными заявлениями в поддержку Борман, а также сотрудничали с ней на публичных мероприятиях и выступлениях.
Радикальные феминистки придерживаются мнения, что порнография способствует укреплению сексизма, утверждая, что актрисы в порно сводятся к не более чем объектам для сексуальной эксплуатации и абьюза со стороны мужчин. Они заявляют, что сюжет в порно обычно строится вокруг удовольствия мужчины как единственной цели сексуальных взаимодействий и что женщины показаны в подчинённой роли. Некоторые противницы порно считают, что порнофильмы, как правило, показывают женщин как крайне пассивных, или что совершаемые над женщинами действия часто абьюзивны и их целью является исключительно удовольствие сексуальных партнёров этих женщин.
Радикальные феминистки утверждают, что эякуляция на лицо и анальный секс становятся всё более популярными среди мужчин в соответствии с трендами в порно. Маккинон и Дворкин определяют порнографию как «изображение сексуализированного подчинения женщин, которое выражается через образы и слова, которые включают в себя в том числе дегуманизацию женщин через выставление их сексуальными объектами, вещами или товаром…».
Радикальные феминистки считают, что потребление порнографии является причиной изнасилований и других форм насилия над женщинами. Американская поэтесса и автор Робин Морган подытожила эту идею своим часто цитируемым высказыванием: «Порнография — это теория, а изнасилование — практика». Утверждается, что порнография эротизирует доминирование, унижение и принуждение женщин, а также усиливает сексуализированные культурные взгляды, основанные на насилии и сексуальных домогательствах. В книге Only Words (1993) Маккиннон говорит, что порнография «лишает женщин права вербально выражать отказ от полового акта».
Маккиннон утверждает, что порнография ведёт к росту сексуального насилия над женщинами путём прививания мифов об изнасиловании. Эти мифы включают в себя веру в то, что женщины на самом деле хотят быть изнасилованными и что они имеют в виду «да», когда говорят «нет». Указывается, что «мифы об изнасиловании косвенно закрепляют сексуальное насилие, создавая искажённые представления о сексуальном нападении и сдвигая вину на жертву». Кроме того, согласно Маккиннон, порнография снижает чувствительность зрителей к насилию над женщинами, что ведёт к возрастающей потребности видеть всё больше насилия для достижения сексуального возбуждения — эффект является подтверждённым.
Немецкая радикальная феминистка Элис Шварцер считает, что порнография внушает искажённые образы мужских и женских тел и самого полового акта, зачастую демонстрируя актёров и актрис с искусственными имплантатами или преувеличенными выражениями удовольствия, принимающих участие в фетишах, позиционируемых как нормальные и распространённые.

## Представительницы

### Мэрилин Френч 1929—2009
Мэрилин Френч — американская писательница. В своих работах Френч утверждала, что притеснение женщин является неотъемлемой частью глобальной культуры, в которой доминируют мужчины. «Моя цель в жизни — изменить всю социальную и экономическую структуру западной цивилизации, сделать её феминистским миром» — однажды сказала она.
Основные книги: «Женская комната», «Вне власти: о женщинах, мужчинах и морали», «От Евы до рассвета: История женщин».

### Андреа Рита Дворкин 1946—2005
Андреа Рита Дворкин — американская писательница и общественная деятельница, автор десятка книг по теории и практике радикального феминизма. Наиболее известна критикой порнографии. Согласное её анализу порнография поощряет насилие над женщинами как в процессе своего создания, так и после её потребления, нормализуя и сексуализируя унижение и жестокое обращение с женщинами.
Основные работы: «Порнография: мужчины обладают женщинами», «Ненависть к женщине: радикальный взгляд на сексуальность», «Женщины правого крыла: политика одомашнивания женщин», «Половой акт».

### Робин Морган 1941—настоящее время
Робин Морган — активистка, американская писательница, политический теоретик, журналистка, основательница и соучредительница феминистских организаций, таких как «New York Radical Women», «W.I.T.C.H», «Feminist Women’s Health Network», «The National Battered Women’s Refuge Network», «Media Women», «The National Network of Rape Crisis Centers», «The Feminist Writers' Guild», «The Women’s Foreign Policy Council», «The National Museum of Women in the Arts», «The Sisterhood Is Global Institute», «Greenstone Women’s Radio Network». Она была ключевым организатором акции протеста в сентябре 1968 года на конкурсе «Мисс Америка». Её антология 1970 года «Sisterhood Is Powerful» оказала серьёзное влияние на формирование феминистского движения в США.

## Критика
У радикального феминизма отсутствует единое теоретическое обоснование, данное течение представляет собой противоречивый конгломерат феминистских теорий.
Американский радикальный феминизм второй волны конца 1970-х годов характеризовался трансфобной риторикой, в ответ на что возник трансфеминизм:57. Данное интерсекциональное направление феминизма утверждает разнообразие женщин и женского опыта, при этом применяется трансгендерный дискурс в феминистском контексте и феминистский дискурс в вопросах трансгендерности. В 2008 году цисгендерной феминисткой Вив Смайт был популяризирован термин «TERF» (англ. trans-exclusionary radical feminist — «исключающая транс-людей радикальная феминистка») для обозначения личностей, характеризующихся трансфобными взглядами и выступающих против прав транс-людей. Согласно одному из определений, данный термин обозначает «бренд „радикального феминизма“, чьи последователи настолько придерживаются идей полового эссенциализма и вытекающего из него биологизма, что активно выступают против существования, равенства и/или включения транс-людей». Биологизм, свойственный идеологии некоторых течений радикального феминизма, вместе с упрощённым пониманием пола, основанным на разнице хромосомного набора или строении половых органов, критикуется трансфеминистками и феминистскими биологами. Отрицание гендерных идентичностей и утверждение о том, что личность и её судьба определяется исключительно биологией, расцениваются феминистками третьей волны не только как трансфобные, но и антифеминистские:66. Феминистская писательница Джулия Серано также отмечала, что гомофобные и трансфобные предрассудки являются антифеминистскими. В современном феминистском движении (третьей и четвёртой волны) борьба за права транс-людей стала рассматриваться как неотъемлемая часть феминизма. Сходным направлением является SWERF (sex worker exclusionary radical feminism), критикуемое за дискриминацию секс-работниц и порноактрис, их травлю и доксинг — публичное раскрытие приватной информации. Как TERF, так и SWERF, в критическом плане рассматриваются в качестве антифеминистских групп ненависти.
Взгляды радикальных антипорнографических феминисток, наряду с их консервативным и пуританским отношением к сексу, критикуются сексуально-либеральными феминистками.
В эссе Эллен Уиллис 1984 года «Радикальный феминизм и феминистский радикализм» говорится, что в среде новых левых радикальных феминисток называют «буржуазными», «антилевыми» и даже обвиняют в «аполитичности», в то время как сами себя они считают «радикализующими левых путём расширения определения радикальности».